# 中島政希
中島 政希（なかじま まさき、1953年8月13日 - ）は、日本の政治家、政治史研究家。元衆議院議員（1期）。公益財団法人「友愛」理事。一般財団法人「東アジア共同体研究所」評議員長。政治団体「政党政治研究所」代表。

## 来歴
群馬県高崎市生まれ。群馬県立高崎高等学校、早稲田大学法学部卒業。早稲田大学大学院法学研究科修士課程修了。大学院では政治外交史を専攻、指導教授は大畑篤四郎。同時期の大畑研究室の先輩に多賀秀敏（早稲田大学教授）、後輩に篠原初枝（早稲田大学教授）がいた。
大学院在学中の1977年11月から自由民主党の石田博英の政策担当秘書を務める。当時は公設政策担当秘書制度がない時代で、政策専門の秘書をもつ政治家は稀だった。石田事務所での政策秘書としての先輩に田中秀征（衆議院議員・経済企画庁長官）、西川太一郎（衆議院議員・荒川区長）、島津尚純（衆議院議員）らがいた。晩年の石田の論文や回顧録は中島が草稿を書いたもの。
1983年12月より田中秀征の公設第一秘書、政策担当秘書を務め、この間群馬県議会議員選挙に無所属で2度立候補するが、いずれも落選。1993年7月に田中と共に自民党を離党し新党さきがけ結党に参加、党群馬代表を務める。田中が第1次橋本内閣で経済企画庁長官に就任した際は国務大臣秘書官も務めた。
新党さきがけ代表幹事だった鳩山由紀夫の新党結成構想に携わり、1996年10月、民主党の結党に参加。群馬県支部である「民主党群馬」を設立し、初代代表となった。
1996年の民主党結成後は、民主党がシンクタンクとして設立した「プロジェクト2010」の事務局長を務め、1998年の新進党分裂を受けて新民主党に移行した後は「シンクネットセンター」（宇沢弘文所長）の運営にも関与した。名目上、五十嵐文彦・石関貴史（共に民主党衆議院議員）の政策担当秘書などに籍を置くこともあったが、実質的には鳩山由紀夫の頭脳としての活動が主軸であった。
1997年6月、群馬県の社民党勢力が左（山口鶴男派）と右（田邊誠派）に分裂し、右派が民主党群馬に参加した。それに伴い、社民党出身の角田義一参院議員に代表の地位を譲り自身は新たに代表代行に就任した。
1996年の第41回衆議院議員総選挙、2000年の第42回衆議院議員総選挙、2005年の第44回衆議院議員総選挙にも群馬4区から民主党公認で出馬したが、いずれも自由民主党の福田康夫に敗れ落選した。
2003年には、倉渕ダムの建設反対運動に参加、宇沢弘文を会長とする「倉渕ダム再評価委員会」を設立するなど反対運動を主導し、市民団体からの要請を受け、同年4月の高崎市長選挙に立候補。現職の松浦幸雄に敗れ、次点で落選したものの、倉渕ダム建設計画は中止に追い込まれた。これは中島と親しかった小寺弘之群馬県知事との中止に向けての暗黙裡の連携によるものであった。
民主党群馬県連内での中島は、2011年12月に離党届を提出するまで県連内保守系グループの中心的存在で、旧社会党・労組系グループの角田義一と県連内を二分する最高幹部であり、自民党系県議だった石関をはじめ保守系の人材を民主党公認候補として各級選挙に擁立した。このため民主党県連内での、保守系と労組系の軋轢が深まり、労組系が中島の群馬4区での民主党公認に反対する事態も生じた。このため2009年の第45回衆議院議員総選挙に際しては、石田博英の外孫の三宅雪子に群馬4区公認候補の地位を譲り、自らは比例北関東ブロック単独で出馬し初当選した。
衆議院議員在職中は、検察改革の主唱者として知られ、判検交流の廃止や二・二六事件裁判資料の公開を実現させた。また八ッ場ダム建設中止活動の中心人物であり、2011年12月、野田内閣による八ッ場ダム建設中止方針の撤回に抗議し、民主党本部に離党届を提出した。2012年1月24日、民主党本部は中島の離党届を承認した。
2012年7月に、衆議院議員の木内孝胤、横粂勝仁、中津川博郷とともに、院内会派「改革無所属の会」を結成した。木内とはその後も盟友関係がつづき、木内が2014年東京都知事選挙に木内家歴代と親しかった細川護熙を擁立した際は、細川選対の政策・広報責任者として参画した。
2012年第46回衆議院議員総選挙に際しては、日本維新の会に移籍していた石関から同党での出馬を打診されたが辞退した。12月1日、「鳩山民主党の終焉とともに、群馬での政治活動に終止符を打ちたい」と述べ、鳩山由紀夫元首相の引退に合わせる形で総選挙に立候補せず引退。同選挙では、中島の秘書を務めた前高崎市議会議員の宮原田綾香（日本維新の会公認）を支援した。中島は群馬4区において宮原田陣営の選対本部長を務めた。石関や中島らの離党や2012年衆院選の民主党惨敗で同党群馬県連内保守系グループの存在感が薄れたことを、「県連をメチャクチャにしたやつらが、ようやくいなくなった」と喜ぶ民主党県連幹部も存在した。
引退後は、2013年5月に政治団体「政党政治研究所」を設立、代表に就任。日本政治史研究の人材育成や若手政治家への政策資料提供などの活動を行っている。また、鳩山由紀夫が理事長を務める一般財団法人「東アジア共同体研究所」（孫崎享所長）には2013年3月の設立当初から関わり、評議員長として運営の責任を担っている。同じく鳩山が理事長を務める公益財団法人「友愛」の理事も兼任している。

## 人物
- 自ら「陽明学徒」と称し、「知行合一」「何をなしたかより、何をなそうとしたかを重しとする」が行動哲学。尊敬する政治家は石橋湛山、また最も影響を受けた政治家は田中秀征で、好きな言葉は「いくら人格が立派で知識、見識があっても、あのトラックの上に乗って、選挙運動をする勇気のないやつはだめなんだ」（石橋湛山）、「戦いなければ哲学なく、哲学なければ展望なく、展望なければ決断なく、決断なくして政治なし」（田中秀征）[4]。
- 早稲田大学入学とともに自民党員となり、大学時代には政治サークル「政友会」に所属。現在も早稲田大学政友会OB・OG会会長を務めている[要出典]。
- 石田博英、田中秀征、鳩山由紀夫を理論・政策面から側近として支えた。中島が草稿を書いた1982年の石田論文「小日本主義に還れ」では、新冷戦下でソ連脅威論が主流の時代にもかかわらず「巨大な軍事力とは裏腹に、イデオロギー的影響力を喪失し、国内的には民族問題、経済不振に悩まされ、域内諸国内部には自立化への流れを抱えるなど、現在のソ連の存立基盤は脆弱性を増している」[20]と10年後のソ連解体を予言した。草稿段階では「ソ連邦は静かに解体に向かって進んでいる」となっていたが、石田が修正したという[4]。
- 田中秀征とは、田中が泡沫候補だった1972年総選挙以来、1983年に5度目の挑戦で初当選するまでボランティアとして支援し、当選後は筆頭秘書(公設第一秘書、政策担当秘書)として支えた。しかし1994年に新党さきがけ代表代行だった田中が非自民連立の羽田孜政権を倒し、自民・社会・さきがけ連立の村山富市政権をつくったことには批判的で、そのころ新党結成を模索していた鳩山由紀夫に見込まれて交流が深まり、民主党結成に関わることになった[21]。
- 平成期においては、鳩山由紀夫の隠れたブレーンとして活動、ゴーストライター役も務めた。鳩山の現職当時の著書『新憲法試案』や引退後の著書『脱大日本主義』などは中島の草案によるものである[22]。2009年の政権交代時に月刊誌に発表された「私の政治哲学」は、中島が草稿を書き、高野孟らが手を加え、最終的に鳩山が加筆修正したものであったが、グローバリズムへの批判が述べられていたため、一部が翻訳されワシントン・ポスト紙に掲載された際、ジャパンハンドラーらから反米的として批判された[要出典]。
- 趣味は日本政治史研究。政界有数の政治史通であり、日本政治史に関する著述も多い。早大大学院での先輩多賀秀敏（早大教授）は「早稲田が彼を手放したのは大学にとって大きな損失であるというのは掛け値なしの事実」[23]と述べている。小沢一郎の陸山会事件捜査に関連して、政治史的視点からする検察批判、検察改革についての論考[24]を数多く発表し、当時の鳩山由紀夫代表をはじめ民主党議員の検察改革論に影響を与えた[要出典]。
- 「石橋湛山研究」では草分け的存在として知られる。石田博英の政策秘書時代に、石田から石橋湛山全集を読破するように勧められたことがきっかけで、当時はあまり知られていなかった石橋湛山の研究に取り組むようになり、増田弘（東洋英和女学院大学教授）、筒井清忠（京都大学教授）らとともに、石橋湛山再評価に主導的役割を果たした[25]。政界引退後の2013年、増田弘らとともに「石橋湛山研究学会」を創立、増田会長のもとで世話人を務めた。また増田が所長を務める「立正大学石橋湛山研究センター」の特別研究員にも就任している。

## 思想
- 自民党議員の政策秘書時代から、保守の理論家として知られた。石橋湛山の孫弟子を自任し、思想的には石田博英や宮澤喜一に代表されるニュー・ライト（1960～70年代の自民党左派）の系譜に連なり、冷戦期の政治路線としては、皇室尊重の伝統主義、自由主義経済と議会制民主主義（政党政治）の擁護、日米安保条約を容認しつつも、過度の反共イデオロギー外交を否定して対米自立を追求する現実主義的国際政治認識に立っていた[4]。
- 冷戦終焉後には、自身の保守主義について「いつの時代にも現れる「進歩」や「普遍」を主張する思想や勢力を疑い、自国の伝統や歴史的経験の中から生まれた制度や文化を尊重して現実に臨む態度のこと」と定義。右翼民族主義・復古主義など原理主義的ナショナリズムに批判的であるとともに、冷戦終焉後のグローバリズム（経済的軍事的な対米一体化志向）も冷戦期のマルクス主義と同様「進歩と普遍」を装う外来思想として峻拒し、反対する立場で活動したと述べている[26]。
- 東アジア共同体の提唱者の一人で、鳩山由紀夫内閣の東アジア共同体構想にも影響を与えた。中島はそれを、次第に弱化する米国覇権と経済的軍事的台頭の趨勢著しい中国の間で、中規模国家化の運命が避けられない日本の政治的経済的自立のための国家構想として、かつまた、市場原理主義的なグローバリズム経済の放恣から国民国家の主権と国民経済の自立性を守るための経済構想として位置付けている[27]。
- 2010年代には、多極化時代の国際環境と、低成長時代の国内環境に臨む新たな国家像として、石橋湛山の「小日本主義」に通底する「中日本主義」「脱大日本主義」を唱え、対外的には国連常任理事国入りなどの大日本主義の幻想を捨て、国内的には低成長経済を前提とした新たな分配重視政策の実現をめざすべきであると主張した[28]。
- 八ッ場ダム反対運動の指導者であったことに見られるように、過度の開発主義を真の保守主義に反するものとして批判する。宇沢弘文との親交が深く、自然環境、農業、教育、医療などを市場原理に委ねてはならないという「社会的共通資本」の理念を支持し、保守主義者が真に守るべきものは「社会的共通資本」であると主張している[4]。

## 不祥事
2013年、2012年9月に群馬県高崎市江木町の民家に貼られていた三宅雪子事務所の政党ポスター（当時三宅は国民の生活が第一に所属）数枚を剥がした器物損壊の疑いで書類送検された。

## 著書
- 『倉渕ダム凍結への軌跡』（監修著）特定非営利法人公共政策研究所 2004年8月 ISBN 4-9902209-1-9
- 『鳩山民主党とその時代』東洋出版、2011年10月。ISBN 4-809-67649-8。
- 『平成の保守主義』東洋出版、2011年11月。ISBN 4-809-67651-2。
- 『崩壊マニフェスト――八ッ場ダムと民主党の凋落』平凡社、2012年10月 ISBN 4-582-82464-3
- 『なぜいま東アジア共同体なのか』（鳩山由紀夫他との共著）花伝社、2015年4月 ISBN 4-7634-0736-8
- 『鳩山一郎とその時代』（増田弘と共監修）平凡社、2021年3月 ISBN 4-582-83861-9

### 自費出版
- 『政治史逍遥』国政総合研究所 2003年9月 （私家版）
- 『戦いなければ哲学なし――中島政希回想録』（口述著 関口秀紀、津川悟博編）政党政治研究所 2016年4月 (私家版)
  - 『戦いなければ哲学なし――中島政希回想録 増補版』（口述著 関口秀紀、津川悟、柴田鉄博編）政党政治研究所 2020年4月 (私家版)
- 『随想 若き日の田中秀征』政党政治研究所 2019年6月 (私家版)